# Ortonville (Minnesota)
Ortonville – miasto w Stanach Zjednoczonych, w stanie Minnesota, siedziba administracyjna hrabstwa Big Stone.